# The Lighthouse Keeper
«The Lighthouse Keeper» es una canción del cantante británico Sam Smith. Se lanzó el 20 de noviembre de 2020 como sencillo para su EP The Holly & the Ivy (2020) a través de Capitol Records. La canción fue escrita por Labrinth y Sam Smith. Alcanzó el puesto ochenta y uno en la lista de sencillos del Reino Unido.

## Antecedentes
El tema «The Lighthouse Keeper» es la segunda canción con la que Smith trabaja con Labrinth. Colaboró anteriormente en la canción principal que le dio nombre a su álbum Love Goes. Labrinth también produjo la canción.

## Video musical
Un video musical para acompañar el lanzamiento se lanzó por primera vez en YouTube el 23 de noviembre de 2020. El video de animación fue creado por Babekühl. Fue animado por Alexis Pepper Hernandez, Andrew Yee, Billy Ryan, Chris Yee, Eva Li, Opal Liang, Patrick Santamaria y Steffie Yee. 

## Créditos y personal
Créditos adaptados de Tidal.
- Labrinth - productor, voces de fondo, realización electroacústica, ingeniero de grabación
- Sam Smith - voz
- Mark Deml - asistente de mezcla
- Alison Dods - violín
- Andy Parker - viola
- Bruce White - viola
- Caroline Dale - violonchelo
- Chris Laurence - bajo
- Chris Worsey - violonchelo
- David Pyatt - corno francés
- Everton Nelson - violín
- Ian Burdge - violonchelo
- Ian Humphries - violín
- Joby Burgess - timbales
- John Metcalfe - viola
- Louisa Fuller - violín
- Lucy Wilkins - violín
- Natalia Bonner - violín
- Patrick Kiernan - violín
- Reiad Chibah - viola
- Richard George - violín
- Stacey Watton - bajo
- Steve Morris - violín
- Tony Woollard - violonchelo
- Warren Zielinski - violín
- Randy Merrill - ingeniero de masterización
- Steve Fitzmaurice - mezclador

## Posicionamiento en listas
| Listas (2020)                    | Mejor posición |
| -------------------------------- | -------------- |
| Nueva Zelanda Hot Singles (RMNZ) | 35             |
| Reino Unido (UK Singles Chart)   | 81             |

## Historial de lanzamiento
| País   | Fecha                   | Formato                     | Discográfica |
| ------ | ----------------------- | --------------------------- | ------------ |
| Varios | 20 de noviembre de 2020 | Descarga digital, streaming | Capitol      |